# Carolina Alves
Carolina Meligeni Rodrigues Alves, kurz: Carolina M. Alves (* 23. April 1996 in Campinas) ist eine brasilianische Tennisspielerin.

## Karriere
Alves begann mit fünf Jahren das Tennisspielen und bevorzugt Sandplätze. Sie spielt hauptsächlich Turniere auf der ITF Women’s World Tennis Tour, wo sie bislang 8 Einzeltitel und 24 Doppeltitel gewonnen hat.
Im Jahr 2017 spielte Alves erstmals für die brasilianische Fed-Cup-Mannschaft; ihre Fed-Cup-Bilanz weist bislang sechs Siege bei einer Niederlage aus.
Ihr Bruder Felipe Meligeni Alves ist ebenfalls Tennisspieler. Ihr Onkel Fernando Meligeni war in den 1990er Jahren ein erfolgreicher Tennisspieler.

## Turniersiege

### Einzel
| Nr. | Datum              | Turnier               | Kategorie   | Belag | Finalgegnerin          | Ergebnis       |
| --- | ------------------ | --------------------- | ----------- | ----- | ---------------------- | -------------- |
| 1.  | 4. Dezember 2016   | Hammamet              | ITF $10.000 | Sand  | Gaia Sanesi            | 6:3, 6:0       |
| 2.  | 19. Dezember 2016  | Hammamet              | ITF $10.000 | Sand  | Jelena Simić           | 6:0, 4:6, 7:5  |
| 3.  | 29. September 2019 | São Paulo             | ITF W15     | Sand  | Thaisa Grana Pedretti  | 7:5, 6:1       |
| 4.  | 29. November 2020  | Kairo                 | ITF W15     | Sand  | Darja Mischina         | 7:5, 6:4       |
| 5.  | 13. Dezember 2020  | Kairo                 | ITF W15     | Sand  | Elina Awanessjan       | 6:0, 7:5       |
| 6.  | 15. Mai 2023       | Castell-Platja d’Aro  | ITF W25     | Sand  | Carlota Martínez Círez | 6:1, 61:7, 6:4 |
| 7.  | 17. März 2024      | São João da Boa Vista | ITF W15     | Sand  | Julieta Lara Estable   | 4:6, 6:1, 6:3  |
| 8.  | 19. Januar 2025    | Buenos Aires          | ITF W35     | Sand  | Jazmin Ortenzi         | 6:2, 6:4       |

### Doppel
| Nr. | Datum              | Turnier               | Kategorie   | Belag     | Partnerin               | Finalgegnerinnen                        | Ergebnis          |
| --- | ------------------ | --------------------- | ----------- | --------- | ----------------------- | --------------------------------------- | ----------------- |
| 1.  | 13. September 2013 | Curitiba              | ITF $10.000 | Sand      | Leticia Garcia Vidal    | Maria Vitoria Beirao Ana Clara Duarte   | 4:6, 6:4, [10:8]  |
| 2.  | 13. Juni 2014      | Villa del Dique       | ITF $10.000 | Sand      | Constanza Vega          | Nathaly Kurata Nathalia Rossi           | 7:64, 6:2         |
| 3.  | 14. März 2015      | São José dos Campos   | ITF $10.000 | Sand      | Victoria Bosio          | Gabriela Cé Laura Pigossi               | 7:63, 6:4         |
| 4.  | 25. März 2016      | São José do Rio Preto | ITF $10.000 | Sand      | Camila Giangreco Campiz | Maria Herazo Gonzalez Noelia Zeballos   | 6:3, 6:4          |
| 5.  | 6. Mai 2016        | Villa María           | ITF $10.000 | Sand      | Constanza Vega          | Bárbara Gatica Stephanie Mariel Petit   | 6:1, 7:64         |
| 6.  | 10. Juni 2016      | Buenos Aires          | ITF $10.000 | Sand      | Camila Giangreco Campiz | Sofia Blanco Constanza Vega             | 2:6, 6:2, [11:9]  |
| 7.  | 8. Juli 2016       | Brüssel               | ITF $10.000 | Sand      | Ellen Perez             | Karin Kennel Helene Scholsen            | 6:2, 6:3          |
| 8.  | 2. Oktober 2016    | Hammamet              | ITF $10.000 | Sand      | Karin Kennel            | Fernanda Brito Noelia Zeballos          | 6:2, 4:6, [11:9]  |
| 9.  | 3. Dezember 2016   | Hammamet              | ITF $10.000 | Sand      | Tamara Čurović          | Oana Gavrilă Sandra Jamrichová          | 6:1, 3:6, [10:8]  |
| 10. | 12. Dezember 2016  | Hammamet              | ITF $10.000 | Sand      | Tamara Čurović          | Oana Gavrilă Sandra Jamrichová          | 6:3, 6:2          |
| 11. | 16. März 2018      | São José dos Campos   | ITF $15.000 | Sand      | Thaisa Grana Pedretti   | Eleni Kordolaimi Dominique Schaefer     | 6:4, 6:1          |
| 12. | 31. August 2019    | Bagnatica             | ITF W25+H   | Sand      | Gabriela Cé             | Martina Caregaro Federica Di Sarra      | 6:2, 1:6, [10:5]  |
| 13. | 26. Oktober 2019   | Cúcuta                | ITF W25     | Sand      | Renata Zarazúa          | Emiliana Arango Victoria Bosio          | 6:1, Aufgabe      |
| 14. | 15. Februar 2020   | Cancún                | ITF W15     | Hartplatz | Andrea Gámiz            | Tiphanie Fiquet Léolia Jeanjean         | 5:7, 6:2, [11:9]  |
| 15. | 27. September 2020 | Porto                 | ITF W15     | Hartplatz | Marina Bassols Ribera   | Júlia Payola Himeno Sakatsume           | 6:3, 4:6, [10:7]  |
| 16. | 7. August 2021     | Bydgoszcz             | ITF W25     | Sand      | Iryna Schymanowitsch    | Hiroko Kuwata Yuliana Lizarazo          | 6:1, 3:6, [10:5]  |
| 17. | 21. August 2021    | Vrnjačka Banja        | ITF W25     | Sand      | Andrea Gámiz            | Ioana Loredana Roșca Sandra Samir       | 6:4, 6:1          |
| 18. | 28. August 2021    | Přerov                | ITF W60     | Sand      | Sarah Beth Grey         | Mana Kawamura Funa Kozaki               | 6:4, 3:6, [13:11] |
| 19. | 4. September 2021  | Wien                  | ITF W25     | Sand      | Martyna Kubka           | Erika Andrejewa Jekaterina Kasionowa    | 6:71, 6:4, [10:7] |
| 20. | 11. September 2021 | Leiria                | ITF W25     | Hartplatz | Anastassija Tichonowa   | Celia Cerviño Ruiz Angelica Moratelli   | 6:4, 6:4          |
| 21. | 9. Oktober 2021    | Lima                  | ITF W25     | Sand      | Andrea Gámiz            | Victoria Rodriguez Bibiane Schoofs      | 6:3, 7:62         |
| 22. | 27. November 2021  | Brasília              | ITF W60     | Sand      | María Carlé             | Walerija Strachowa Olivia Tjandramulia  | 6:2, 6:1          |
| 23. | 12. August 2023    | Brasília              | ITF W80     | Hartplatz | Julia Riera             | Eden Silva Walerija Strachowa           | 6:2, 6:3          |
| 24. | 28. September 2024 | Pilar                 | ITF W50     | Sand      | Julia Riera             | Nicole Fossa Huergo Schibek Qulambajewa | 6:4, 7:5          |